# Pataria
Pataria: 11. századi milánói vallásos népmozgalom. Tagjait patarénusoknak nevezték.

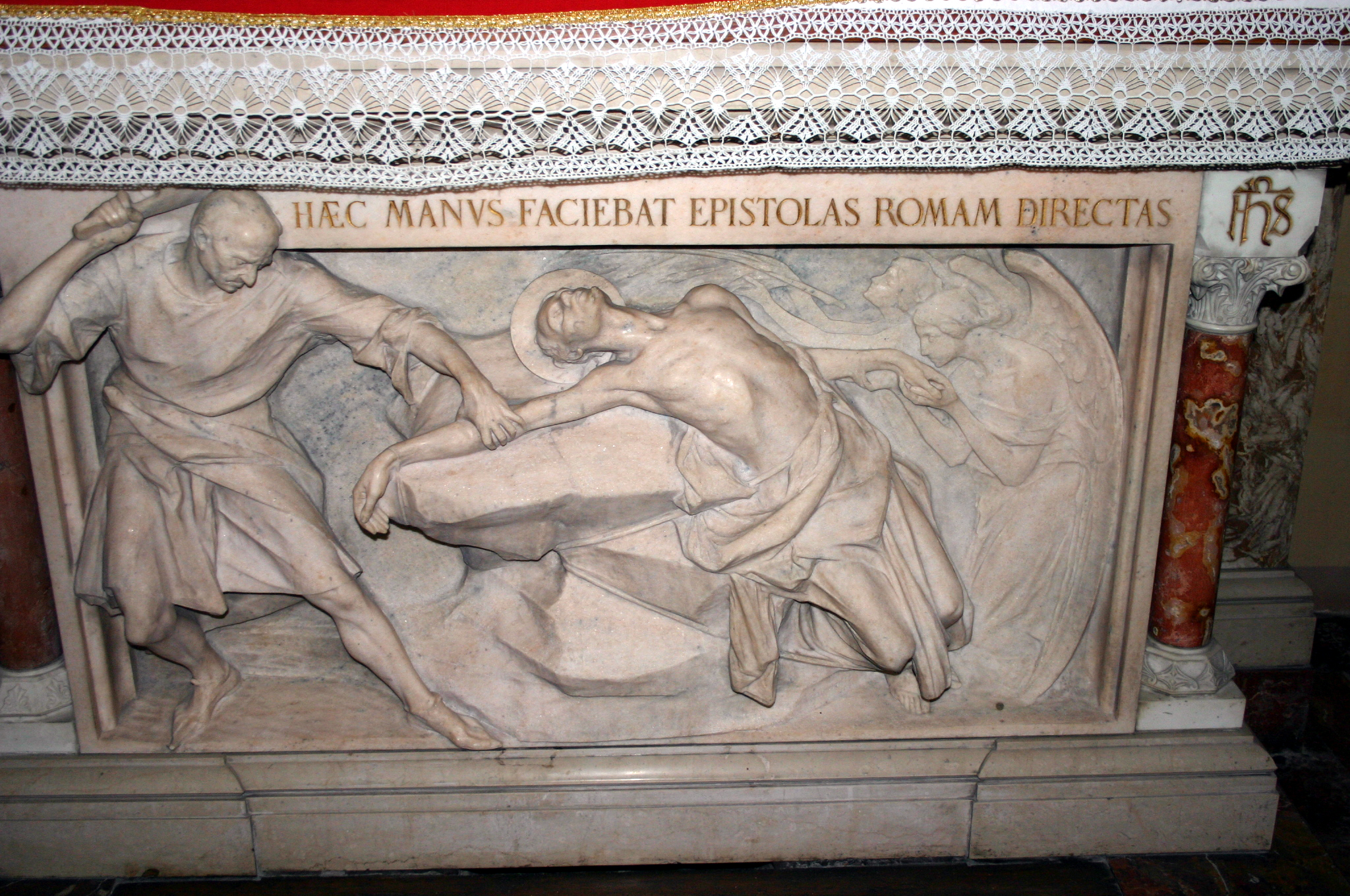
Szent Arialdo da Carimatenek, a patarénus mozgalom egyik vezérének meggyilkolása

## A mozgalom gyökerei
A mozgalmat olyan kereskedő-polgárok indították, akik jámborsági okokból szembenálltak a Milánói Érsekség területén akkoriban elharapódzó szimónia és papi házasság jelenségeivel, és emiatt támogatták az akkor kibontakozó és a reformpápaság által bevezetett egyházi reformokat. Magát a patarénus elnevezést az ellenfeleik aggatták rájuk, megvetésük jeleként, mivel a szó jelentése guberálók, illetve Milánó szegénynegyedét is így nevezték.
A patarénusok és ellenfeleik konfliktusa végül polgárháborúba torkollott, melybe a pápaság és a császárság egyaránt beleavatkozott. A konfliktus előszeleit már az 1060-as években lehetett érezni, ekkor azonban főleg Damiani Szent Péter fellépésének köszönhetően még sikerült megakadályozni a komolyabb polgárháborút. Az 1070-es évek közepén viszont ez már nem volt lehetséges: a kitört belháború egyes eseményeit a kortárs krónikás, Milánói Arnulf krónikájából lehet rekonstruálni.
A mozgalom szellemi gyökerei között megemlíthető a Dél-Franciaországban kibontakozó kathar mozgalom, illetve a korábbi milánói püspök, Szent Ambrus által lefektetett hagyományokra épülő helyi vallási öntudat és a Rómától való különállás gondolata.

## A patarénus mozgalom kibontakozása

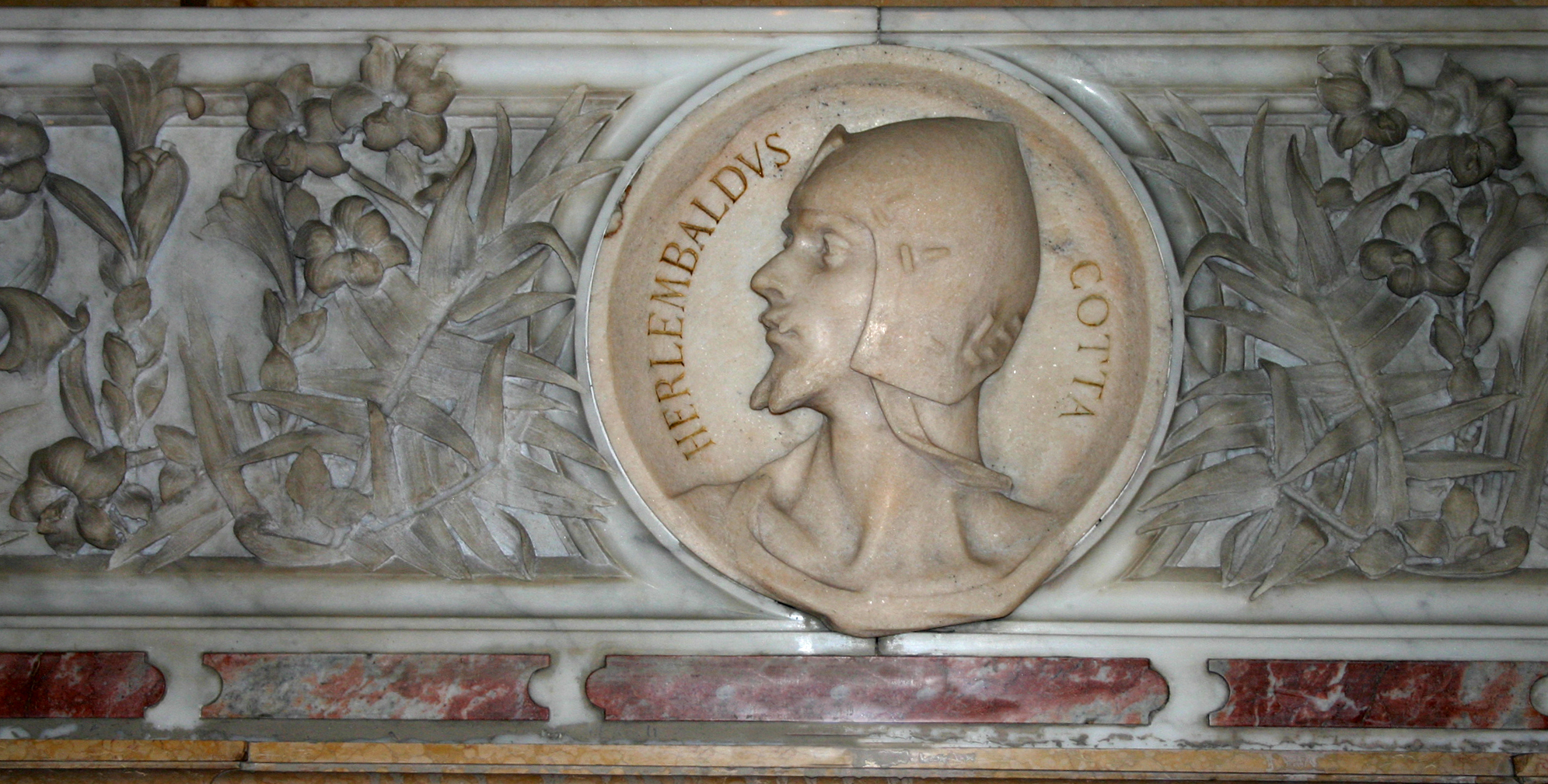
Szent Erlembald Cotta 19. századi síremléke Milánóban

1045-ben, Ariberto da Intimiano milánói érsek halála után Milánó lakosai az invesztitúrajogokat gyakorló III. Henrik császárt kérték föl arra, hogy az általuk javasolt négy, alkalmasnak jelölt személy közül válasszon számukra püspököt. III. Henrik azonban nem fogadta el sem Anselmo da Baggio, sem Arialdo da Carimate, sem Landolfo Cotta, sem pedig Atto személyét. A császár a papi nősülést és ágyastartást támogató nikolaita Guidót választotta (1045-től 1071-ig volt hivatalban). A papi nőtlenséget elutasító szokást nevezték nikolaizmusnak, az ilyen gyakorlatot folytatót pedig nikolaitának – utalva ezzel a Jelenések könyvének egyik szakaszára (2:6, 14–15).
Guido hamarosan szembesült azzal, hogy a patarénusok megtagadták, hogy olyan személynek gyónjanak, aki maga is nyilvánvalóan bűnös életet él. Egyes templomokból elűzték a nekik nem tetsző papokat is. III. Henrik, hogy szétzúzza a négy korábbi jelölt együttműködését, Anselmo da Baggiót luccai püspöknek nevezte ki, Guido érsekkel pedig kiátkoztatta Arialdo da Carimatét és Landolfo Cottát.
A pápaság ekkor közbeavatkozott: már IX. Leó pápa is elítélte a szimóniát és a papi házasságot és ágyastartást. 1060-ban Landolfo Cotta – kihasználandó a pápaság támogatását – a patarénusok követeléseit elvitte X. István pápához, azonban útja során merényletet kíséreltek meg ellene Piacenza mellett. Ezt túlélte, viszont az 1061-ben megkísérelt újabb gyilkossági kísérletet már nem tudta elhárítani. Látva a milánói bonyodalmakat, még 1060-ban II. Miklós pápa Damiani Pétert és Anselmo da Baggiót, a luccai püspököt kérte fel a rend helyreállítására.
A helyzetet tovább bonyolította, hogy Landolfo halála után annak testvére, Erlembald lépett a helyére, aki a mozgalmat katonai-politikai jellegűvé alakította át, megfosztva annak tisztán kegyességi-vallásos jellegétől. A kibontakozó invesztitúraharcban pedig a patarénusok a pápaság pártját fogták, ami oda vezetett, hogy Milánóban, melyet a császár birodalma részének tekintett, anarchia uralkodott egészen 1086. július 1-ig, III. Anzelm milánói érsek beiktatásáig. A kibontakozó anarchia és polgárháború során 1066-ban ölték meg Arialdo da Carimatét, akit a római pápaság azután szentté avatott.

## Fordítás
- Ez a szócikk részben vagy egészben  a   Pataria című angol Wikipédia-szócikk fordításán alapul.  Az eredeti cikk szerkesztőit annak laptörténete sorolja fel. Ez a jelzés csupán a megfogalmazás eredetét és a szerzői jogokat jelzi, nem szolgál a cikkben szereplő információk forrásmegjelöléseként.

## Magyar forrás
- Sz. Jónás Ilona (szerk.): Középkori egyetemes történeti szöveggyűjtemény.Európa és Közel-Kelet IV–-XV. század. Budapest: Osiris. 1999.  ISBN 9633795494  "A milánói pataria"
- Hóman Bálint–Szekfű Gyula–Kerényi Károly (szerk.): Egyetemes Történet. II. kötet. A középkor története. Budapest: Révai Testvérek Irodalmi Intézet Rt. 1935–37.   Online-verzió
- Szántó Konrád: A katolikus egyház története. Budapest: Ecclesia. 1987.  ISBN 9633634814